# Registro Civil (Trolebús de Quito)
Turubamba es la quinta parada del Corredor Trolebús, en el sur de la ciudad de Quito. Se ubica en la avenida teniente Hugo Ortiz, intersección con Moro Moro, en la parroquia Quitumbe. Fue construida durante la administración del alcalde Roque Sevilla e inaugurada durante la administración de Paco Moncayo (2000), como parte de la primera ampliación del sistema hacia el extremo más meridional de la urbe. Su icono representativo es una mano sosteniendo una cédula, haciendo alusión al Registro Civil.
Toma su nombre del barrio aledaño a la parada, el nombre del sector provienen de dos palabras quichuas, que unidas significan el valle del lodo, título que fue merecido por su pasado, ya que antes de 1970 -año en que es adquirido por el Banco de la Vivienda- este espacio era el pantano de la hacienda del señor Jorge Guerrero Mora.
Hasta noviembre del año 2019 esta parada tenía el nombre de "Registro Civil"